# Нанореактор
Нанореактор (англ. nano-reactor) — реактор для осуществления химических реакций в ограниченном объёме, размер которого не превышает 100 нм хотя бы по одному из измерений и ограничен физически размерами элементов упорядоченной структуры.

## Описание

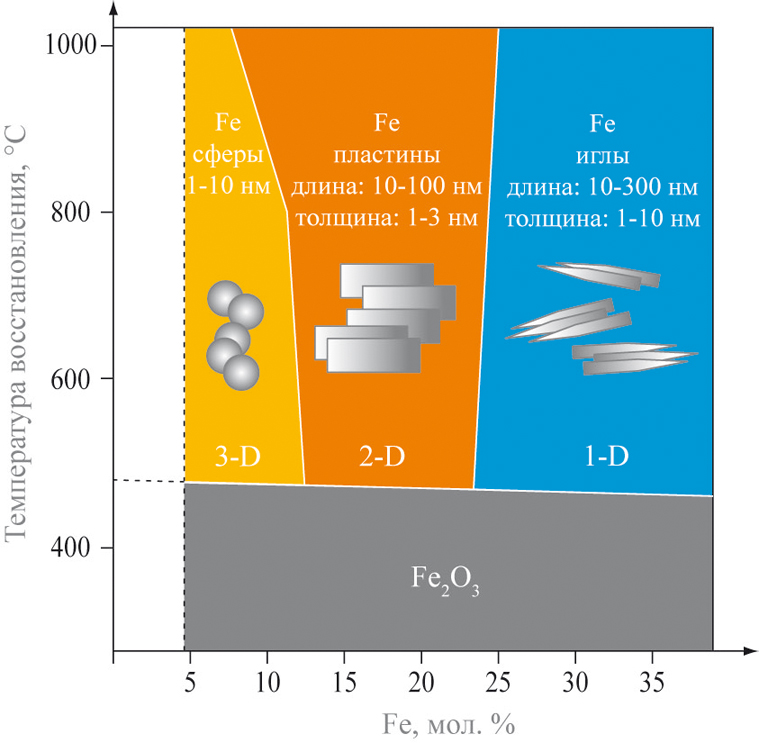
Формирование магнитных наночастиц различной морфологии на основе железа в матрице слоистого двойного гидроксида в зависимости от условий эксперимента

Основная задача, решаемая при использовании нанореакторов, — предотвращение слияния и роста твердых частиц при синтезе и, в ряде случаев, последующей термообработке синтезируемых материалов. В качестве нанореакторов обычно выступают поры естественного или искусственного материала, инертного по отношению к используемым реагентам и продуктам реакции. При синтезе нанообъектов поры инертной матрицы заполняются одним из реагентов, после чего он приводится в контакт со вторым реагентом, обычно в жидкой или газообразной форме, инициатором (в случае полимеризации), или подвергается воздействию электрического тока (при электрохимическом синтезе). Регулирование размеров пор при создании искусственного пористого материала или выбор естественного пористого материала с узким распределением пор по размерам в требуемом диапазоне позволяет управлять размером синтезируемых частиц. Нанореакторы могут использоваться как для получения нанокомпозитов синтезируемого материала с материалом инертной матрицы, так и для получения изолированных нанообъектов, для чего материал матрицы подвергается селективному растворению. В качестве естественных нанореакторов часто используются цеолиты и слоистые двойные гидроксиды, в качестве искусственных — искусственные цеолиты и пористые мембраны на основе оксидов металлов, созданные электрохимическим методом (анодирование).